# Santa María de las Lomas
Santa María de las Lomas es una pedanía del municipio de Talayuela, situado en la parte noreste de la provincia de Cáceres (Extremadura, España).
Se encuentra en la vega del río Tiétar, cerca del arroyo de Santa María.

## Historia
Localidad de fundación reciente, como resultado de las operaciones de concentración parcelaria realizadas durante la segunda mitad del siglo XX.

## Demografía
Sus datos de población han sido los siguientes:
- 2002: 654 habitantes
- 2005: 654 habitantes
- 2008: 596 habitantes
- 2011: 427 habitantes
- 2014: 389 habitantes
- 2016: 374 habitantes

## Economía
La mayoría de sus habitantes se dedican a las actividades agrarias, principalmente al cultivo del tabaco, ya que está enclavada en una de las zonas de mayor producción de éste de toda Europa. Aunque también muchas personas se dedican a actividades del sector industrial, al tener cercano varios polígonos de localidades colindantes como la misma Talayuela y Navalmoral de la Mata.

## Transportes
El pueblo está atravesado de sur a norte por la carretera CG-8, que une la capital municipal con la provincia de Toledo pasando por Santa María de las Lomas, Tiétar, Barquilla de Pinares y Pueblonuevo de Miramontes.

## Patrimonio
Iglesia parroquial católica bajo la advocación de Nuestra Señora del Pilar, en la archidiócesis de Mérida-Badajoz, diócesis de Plasencia, arciprestazgo de Navalmoral de la Mata.
En el pueblo existen varios parques y zonas verdes, siendo el más famoso el de San Isidro, con una estatua tallada en granito del mismo, ya que en los primeros años del pueblo era la festividad principal que tenía lugar el 15 de mayo.

## Cultura

### Festividades
Las fiestas locales son el 12 de octubre por la festividad de la Virgen del Pilar, fiesta que dura cinco días con diferentes actividades lúdico-festivas que atraen a mucha gente de la zona. La otra fiesta local es el día 8 de septiembre con motivo del Día de Extremadura, siendo éstas las fiestas menores.

### Gastronomía
Es un pueblo con arraigada cultura de la caza y la pesca. La caza viene motivada por estar el pueblo enclavado en mitad de la Dehesa extremeña, con abundante caza mayor y caza menor. La gastronomía típica esta marcada por esta actividad cinegética y la tradicional matanza del cerdo Ibérico criado en la Dehesa. También hay dulces típicos como las roscas, los tirabuzones o las dulces floretas, cuyas recetas van pasando desde las abuelas a modo de herencia.

## Deporte
Actualmente Santa María de las Lomas no posee ningún equipo oficial de Fútbol 11, pero hace unas décadas existió uno muy famoso en la zona llamado C.D. SANTA MARIA que llegó a militar en divisiones provinciales también hubo otro que duró poco tiempo llamado "Flechas Negras". Y otro más reciente aunque también extinto fue el "Carburantes Torreseca" que militaba en la División de Aficionados. Como equipos de fútbol sala destaca el S.A.T SIERRA DE GREDOS, formado por antiguos componentes del Cerrajería Maldonado, que todos los veranos acuden a las diferentes ligas y torneos 24 horas de la zona, con resultados a veces victoriosos.